# The Blue Mansion
The Blue Mansion is een Engelstalige Singaporese komedie uit 2009.
De film is opgenomen in Cheong Fatt Tze Mansion, een blauw landhuis op het Maleisische eiland Penang.

## Synopsis
De geest van een vermoorde ananasmagnaat waart door zijn eigen huis (The Blue Mansion) om uit te vinden wie van zijn familieleden de moord op zijn geweten heeft. Tegelijk doet de politie onderzoek.